# Beth Rubino
Beth A. Rubino é uma diretora de arte norte-americana. Como reconhecimento, foi nomeado ao Oscar 2008 na categoria de Melhor Direção de Arte por American Gangster.